# Красная книга Курской области
Красная книга Курской области — аннотированный список редких и находящихся под угрозой исчезновения животных, растений и грибов Курской области.

## Издания
Первое издание Красной книги Курской области выпущено в 2001 году в 2-х томах. Красная книга Курской области является официальным изданием, предназначенным как для специалистов, так и для широкого круга читателей.
В первом томе представлен список редких и находящихся под угрозой исчезновения животных Курской области, который включает 119 видов животных, из которых 12 — млекопитающие, 62 — птицы, 4 — рептилии, 4 — амфибии, 2 — рыбы, 34 — беспозвоночные.
Во втором томе представлен список редких и находящихся под угрозой исчезновения растений и грибов Курской области, который включает  212 видов растений (включая 178 видов высших сосудистых растений).
Для каждого вида приведены иллюстрации, карта распространения, определены статус и категория редкости, даны краткое описание, сведения о численности и необходимых мерах охраны.
Второе издание Красной книги вышло в 2017 году, в него внесено 439 видов животных, растений и грибов: на 100 больше по сравнению с предыдущим.